# Џоди Фостер
Алиша Кристијан „Џоди“ Фостер (енгл. Alicia Christian "Jodie" Foster; Лос Анђелес, 19. новембар 1962) америчка је глумица, најпознатија по улози агета Кларис Старлинг, у филму Кад јагањци утихну из 1992. године.

## Детињство и младост
Џоди Фостер је рођена у породици Лушијуса Фостера III и Евелин „Бранди“ (девојачки Алмонд) Фостер у Лос Анђелесу. Њен отац, ваздухопловни пуковник који је постао агент за некретнине, потиче из богате породице, а породицу је напустио неколико месеци пре него што се Џоди родила.
Њена мајка издржавала је породицу радећи као филмска продуценткиња. Послала је своју кћер на ексклузивну припремну школу за француски језик, Lycée français de Los Angeles, коју је Џоди завршила као најбоља студенткиња у класи. Одлази на универзитет Јејл, где је 1985. године стекла диплому из књижевности са натпросечним успехом. Док је била на Јејлу, Џоди је, као и колегиница Џенифер Билс из Флешденса, водила прилично нормалан живот, с обзиром на свој статус славне особе.

## Каријера

### 1970-те
Фостерова је пре факултета имала преко 50 филмских и телевизијских наступа. Почела је каријеру када је имала тек три године, као Купертон девојка у телевизијској реклами, а као телевизијска глумица 1968. у једној епизоди серије Mayberry R.F.D.. Године 1969. се појавила у епизоди Gunsmoke где је први пут потписана као Џоди Фостер. Филмски деби остварила је у телевизијском Дизнијевом филму из 1970. године, Menace on the Mountain. Поред тога, снимила је доста Дизнијевих филмова, као што су Наполеон и Саманта (1972), Један мали Индијанац (1973), Freaky Friday (1976) и Candleshoe (1977).
Године 1974. се појавила са Кристофером Конелијем у ТВ серији из 1974. године, Paper Moon, а две године касније заједно са Мартином Шином 1976. у култном филму Девојчица која живи доле низ улицу. Говорећи о својим годинама као дечије глумице, које описује као „глумачку каријеру“, Фостер је рекла „да ми је било врло јасно у младој доби да се морам борити за свој живот и да нисам, живот би ми био изгубљен и одузет од мене“.
Са четрнаест година је била најмлађи домаћин Saturday Night Live, чиме је постала најмлађа особа домаћин до емисије у којој је домаћин била Дру Баримор, са седам година. Још је рекла:
| „ | Мислим да сви ми, кад се присетимо детињства, увек мислимо да је то био неко други. То је сасвим другачије место. Али ја сам имала срећу да сам била ту у седамдесетима и да сам уистину снимала филмове у седамдесетима са неким сјајним редитељима – најузбудљивије време, за мене, у америчком филму. А и научила сам доста тога од различитих занимљивих уметника, као и о послу у младој доби. Због тога сам обраћала пажњу. Било је то нешто непроцењиво у мојој каријери. | ” |

Фостерова је била први избор за улогу принцезе Леје у Звезданим ратовима, али је била онемогућена уговором са Дизнијем. Са четрнаест година је номинована за Оскара за најбољу споредну глумицу за улогу малолетне проститутке у филму Мартина Скорсезеа „Таксиста“, у којем је наступила са Робертом де Ниром. Де Ниров лик, психотични Травис Бикл, покушава је „спасити“ од живота на улицама. Након што то не успева, покушава убити председничког кандидата. Након што је и то пропало, убија њеног сводника, којег глуми Харви Кајтел.
Џон Хинкли, поремећени обожаватељ, постао је опседнут њоме након што је погледао филм неколико пута и почео је пратити док је похађала Јејл, шаљући јој љубавна писма у њен кампус, и узнемиравао је на њен телефон. Касније је покушао убити америчког председника Роналда Регана (погодивши и ранивши Регана, и још тројицу). Тврдио је да му је мотив био задивити Фостер, тада бруцошкињу на Јејлу. Медији су у априлу нагрнули у универзитет и непрестано су пратили Фостерову. Године 1982. је позвана да сведочи током суђења. Након што је одговорила на питање рекавши „Немам никакве везе са Џоном Хинклијем млађим“, Хинкли ју је погодио оловком и повикао „Зграбит ћу те, Фостерова!"
Други човек, Едвард Рочардсон, ју је пратио око Јејла и планирао је убити, али је одустао јер је закључио да је „презгодна“. То је изазвало велике неугодности за Џоди, која је постала позната по напуштању интервјуа ако се спомене Хинклијево име. Године 1991. је отказала интервју са Ен-Би-Сијом, на емисији Today Show кад јој је речено да ће његово име бити споменуто у њеном представљању. Њена једина јавна реакција била је новинарска конференција након тога и чланак насловљен Зашто ја?, који је написала за часопис Esquire у децембару 1982. године, две године након покушаја атентата. Године 1999. је о тим искуствима разговарала са Чарлијем Роузом у емисији 60 Minutes II.

### 1980-те до данас
За разлику од других дечијих звезда, као што су Ширли Темпл или Тејтум О'Нил, Фостер је успешно превладала прелазак у одрасле улоге, али ипак не без потешкоћа. Неколико њених пројеката након филма Таксиста је било финансијски неуспешно, као што су Лисице, Хотел Њу Хемпшир, Five Corners и Stealing Homes. За улогу у филму Оптужена је морала отићи на аудицију. Добила је улогу и прва од два Златна глобуса и Оскара за најбољу глумицу за улогу жртве групног силовања. Друге две зарадила је улогом агентице ФБИ-ја Кларис Старлинг, са Ентонијем Хопкинсом у улози Ханибала Лектера, у филму из 1991. године, Кад јагањци утихну.
Редитељски деби остварила је 1991. године са филмом Мали човек Тејт, драму хваљену од стране критике о напредном детету, у којем је наступила као мајка детета. Режирала је и Кући за празнике (1995), црну комедију са Холи Хантер и Робертом Даунијем млађим. Године 1992. је у Лос Анђелесу основала продукцијску компанију названу Egg Productions. Прво је продуцирала независне филмове, али је компанија угашена 2001. године. Џоди Фостер је рекла да није имала намере продуцирати „велике меинстрим кино“ филмове, а као дете су је независни филмови више занимали од оних средњострујашких. Године 1994. је почела радити као продуценткиња на филму Нел, причи о младој жени одраслој на изолованом месту која се мора вратити у цивилизацију. Касније је рекла како је било тешко играти двоструку улогу глумице и продуценткиње.
У Самерсбију је глумила Лорал Самерсби, а у Маверику из 1994. Анабел Брансфорд. Колега из Самерсбија, Ричард Гир, рекао је како је она „отворена глумица јер су јој мисли јасне“. Године 1997. је са Метјуом Маконахејом наступила научно-фантастичном филму Контакт, рађеном по роману научника Карла Сејгана. Играла је научницу која у СЕТИ пројекту тражи ванземаљски живот. Сценарио је коментарисала речима: „морам бити лично повезана са материјалом, а мени је то прилично тешко наћи“. Контакт је био њен први научно-фантастични филм и први контакт са плавим екраном. Године 1998. је у њену част астероид назван 17744 Џодифостер.
Године 2002. је преузела главну улогу у филму Соба панике Дејвида Финчера након што се Никол Кидман повредила почетком снимања. Филм је у првом викенду у Америци зарадио преко тридесет милиона долара. Након тога је наступила у филму на француском језику, Заруке су дуго трајале (2004), течно говорећи француски. Након што се накратко повукла са светала позорнице, Фостер се вратила у Плану летења (2005) који је опет постао број 1 у Америци и велики светски хит. Глумила је жену чија кћер нестаје у авиону.
Године 2006. се појавила у филму Човек изнутра, трилеру Спајка Лија са Дензелом Вошингтоном и Клајвом Овеном, који се према добром старом обичају нашао на првој позицији најгледанијих филмова у Америци. Њен последњи филм је Неустрашива, трилер који је такође постао један од најгледанијих филмова у САД. Сниман је у Њујорку, а режирао га је Нил Џордан, а у њему наступа и Теренс Хауард.

## Приватни живот
Има две сестре и брата, Лусинду „Синди“ Фостер (рођена 1954), Констанс „Кони“ Фостер (р. 1955) и Лишијуса „Бадија“ Фостера (р. 1957). Током снимања филма Таксиста и Девојчице која живи доле низ улицу, Кони је била њена двојница.
Фостер не воли говорити о свом приватном животу, посебно о својој сексуалној оријентацији, која је била предмет нагађања. Тренутно је у вези са Сидни Бернард, својим партнерком више од десет година, али невољно у медијима отворено говори о било којем аспекту њихове везе. Повукла се из филма Двострука опасност кад је остала трудна, Собу панике је снимала у првим месецима своје друге трудноће. Има два сина, Чарлса (р. 1998) и Кита (р. 2001); Фостерова никад није идентификовала нити разговарала о њиховом оцу. Није следбеница ниједне „традиционалне религије“, али „поштује све религије“ и ужива читати религијске текстове. У интервјуу је рекла да је атеист. У интервјуу за Entertainment Weekly је изјавила да она и њена деца славе и Божић и Хануку.

## Филмографија
| Улоге Џоди Фостер |                                    |               |                          |          |
| Година            | Српски назив                       | Изворни назив | Улога                    | Напомена |
| 1972.             | Наполеон и Саманта                 |               | Саманта                  |          |
| 1973.             | Алис више не станује овдје         |               | Одри                     |          |
| 1973.             | Породица Адамс                     |               | Паглси                   | глас     |
| 1973.             | Један мали Индијанац               |               | Марта Мекивер            |          |
| 1975.             | Девојчица која живи доле низ улицу |               | Рајн Џејкобс             |          |
| 1976.             | Таксиста                           |               | Ајрис Стинсма            |          |
| 1976.             | Багзи Малоун                       |               | Талула                   |          |
| 1976.             |                                    |               | Анабел Ендруз            |          |
| 1980.             |                                    |               | Дона                     |          |
| 1980.             | Лисице                             |               | Џини                     |          |
| 1984.             | Хотел Њу Хемпшир                   |               | Франи Бери               |          |
| 1988.             |                                    |               | Кејти Чандлер            |          |
| 1988.             | Оптужена                           |               | Сара Тобајас             |          |
| 1990.             | Мали човек Тејт                    |               | Дид Тејт                 |          |
| 1990.             |                                    |               | Ана Бентон               |          |
| 1991.             | Кад јагањци утихну                 |               | Кларис Стерлинг          |          |
| 1992.             |                                    |               | проститутка              |          |
| 1993.             | Самерсби                           |               | Лорел Самерсби           |          |
| 1994.             | Нел                                |               | Нел Келти                |          |
| 1994.             | Маверик                            |               | госпођа Анабел Брансфорд |          |
| 1997.             | Контакт                            |               | др Ели Аровеј            |          |
| 1999.             | Ана и краљ                         |               | Ана Лионовенс            |          |
| 2002.             | Опасни живот црквене браће         |               | сестра Асумпта           |          |
| 2002.             | Соба панике                        |               | Мег Алтман               |          |
| 2004.             | Веридба је дуго трајала            |               | Елоди Гордес             |          |
| 2005.             | План лета                          |               | Кајл Прат                |          |
| 2006.             | Човек изнутра                      | Inside Man    | Медлин Вајт              |          |
| 2007.             |                                    |               | Ерика Бејн               |          |
| 2008.             | Нимино острво                      |               | Александра Ровер         |          |
| 2013.             | Елизијум                           |               | Џесика Делакурт          |          |

## Галерија
- Џоди Фостер 1972
- Џоди Фостер 1974
- Џоди Фостер (с десне стране) 2006
- Џоди Фостер 2007